# Локвата
Локвата (болг. Локвата) — село в Болгарии. Находится в Кюстендилской области, входит в общину Бобов-Дол. Население составляет 6 человек.

## Политическая ситуация
Локвата подчиняется непосредственно общине и не имеет своего кмета.
Кмет (мэр) общины Бобов-Дол — Грети Йосиф Алексова (Коалиция в составе 3 партий: Национальное движение «Симеон Второй» (НДСВ), Земледельческий народный союз(ЗНС), Союз демократических сил (СДС)) по результатам выборов в правление общины.